# Escudo de la provincia de Salamanca

Escudo de la Diputación Provincial de Salamanca, versión heráldica, de uso no oficial.

La Diputación Provincial de Salamanca ha elaborado un escudo que puede considerarse el provincial. Su escusón central está compuesto por los elementos del escudo de la ciudad de Salamanca. Alrededor de él se incorporan el resto de escudos de los municipios que son cabecera de partido judicial (Béjar, Ciudad Rodrigo, Peñaranda y Vitigudino) y es que generalmente los escudos de las diputaciones provinciales españolas están formados por los escudos de los partidos judiciales de su provincia. 
La descripción heráldica del escudo es la siguiente:
Escudo cuartelado, en el primer cuartel, de azur (azul), tres columnas de las ruinas de un templo romano de oro, colocadas dos y una que es el escudo de Ciudad Rodrigo; en el segundo, de azur, cinco abejas de oro puestas en sotuer que es de Béjar; en el tercero, de plata, cinco torres de oro mamposteadas de sable (color negro) puestas en sotuer que es de Peñaranda de Bracamonte; y en cuarto de plata, una pluma de gules y una espada de plata encabada de oro colocadas en souter, superadas por la Cruz de San Antón de azur que es de Vitigudino.
Sobre el todo, escusón partido, primero, de plata un puente de piedra, mazonado de sable, sobre el que está pasante un toro arrestado de sable, y tras él, una higuera de sinople, arrancada; segundo, de oro con cuatro palos de gules; bordura de azur con ocho cruces paté de plata; mantelado en jefe de plata, con dos leones mornados, al natural, salientes de los flancos y afrontados que es el de la ciudad de Salamanca.
Al timbre corona real cerrada que es un círculo de oro, engastado de piedras preciosas, compuesta de ocho florones de hojas de acanto, visible cinco, interpoladas de perlas y de cuyas hojas salen sendas diademas sumadas de perlas, que convergen en el mundo de azur, con el semimeridiano y el ecuador en oro, sumado de cruz de oro. La corona forrada de gules o rojo
Se han introducido algunas variaciones en las armas de las poblaciones que contiene. El blasón de Vitigudino consiste en un campo de gules con una pluma que es de plata y no de gules como aparece en éste. El blasón de la ciudad de Salamanca refleja la modificación introducida en el orden de sus divisiones que tuvo lugar en 1996.